# Zrakoplovstvo na Marsu
Zrakoplovstvo na Marsu opisuje aktivnosti oko mehaničkih letova izvedenih na planeti Mars te i vršenju istraživanja Marsove atmosfere. Ingenuity je prvi i jedini zrakoplov koji radi na Marsu, postigavši svoj prvi let na planeti 19. travnja 2021. godine.

## Pozadina
Budući da je atmosfera Marsa na površini samo oko 1⁄100 gusta poput Zemljine, zrakoplovima je puno teže stvoriti uzlet, poteškoću koja je djelomično nadoknađena nižom gravitacijom Marsa (oko trećine Zemljine). Podizanje s Marsove površine opisano je kao ekvivalent letenju na 30 000 m iznad Zemlje, nadmorske visine.
Atmosfera Marsa hladnija je od Zemljine. Zahvaljujući većoj udaljenosti od Sunca, Mars prima manje sunčeve energije i ima nižu efektivnu temperaturu, koja iznosi oko 210 K (-63 ° C). Prosječna temperatura površinske emisije Marsa iznosi samo 215 K (-58 ° C), što je usporedivo s kopnenom Antarktikom. Slabiji efekt staklenika u atmosferi Marsa (5 ° C, nasuprot 33 ° C na Zemlji) može se objasniti niskom obiljem ostalih stakleničkih plinova. Dnevni raspon temperature u donjem dijelu atmosfere ogroman je zbog niske toplinske inercije; može se kretati od -75 ° C do blizu 0 ° C blizu površine u nekim regijama. Temperatura gornjeg dijela Marsovske atmosfere također je znatno niža od Zemljine zbog odsutnosti stratosferskog ozona i radijacijskog hladnog učinka ugljičnog dioksida na većim nadmorskim visinama.
Na Marsu prevladavaju prašine i oluje prašine, koje ponekad mogu opaziti teleskopi sa Zemlje, a 2018. čak i golim okom kao promjenom boje i svjetline planeta. Prašine oluje koje okružuju planete (globalne oluje od prašine) javljaju se u prosjeku svakih 5,5 zemaljskih godina (svake 3 marsovske godine) na Marsu i mogu ugroziti rad mars rovera. Međutim, mehanizam odgovoran za razvoj velikih prašinskih oluja još uvijek nije dobro razumljiv. Sugerira se da je labavo povezan s gravitacijskim utjecajem oba mjeseca, donekle sličan stvaranju plima i oseka na Zemlji.
MOXIE (Mars Oxygen In-Situ Resource Utilization Experiment) je 20. travnja 2021. proizveo kisik iz atmosfere ugljičnog dioksida u atmosferi Marsa koristeći elektrolizu krutog oksida, prvo eksperimentalno vađenje prirodnog resursa s drugog planeta za ljudsku upotrebu.

## Povijest
Prije početka istraživanja Marsa svemirskim letjelicama, sumnjalo se da je gustoća atmosfere Marsa veća nego što je kasnije izmjereno, što je navelo inženjere da misle da će let krilatima biti puno lakši nego što zapravo jest. U svom konceptu "Projekt Mars" ("Das Marsprojekt"), Wernher von Braun predložio je krilata vozila za slijetanje ljudskih misija na Mars.
Prvi detaljni sletnjak s Marsa koji je NASA ugovorila bio je Ford/Philco Aeronutronic ranih 1960-ih, koji je bio namijenjen dizajnu karoserije za sletnik; tada su neke od najboljih procjena za atmosferu Marsa bile znatno gušće nego što su otkrivena mjerenjima Mariner IV u srpnju 1965. Lander je imao podizno tijelo u obliku kade s krilcima i bio je jedan od prvih detaljnih projekata za Marsov sletnik, iako je ne bi mogao letjeti u revidiranim brojkama za atmosferske uvjete Marsa. Dizajn Aeronutronic Marsa za podizanje tijela zasnovan je na Marsovoj atmosferi s pretežno dušikom oko 10% Zemlje.
Početkom 1970-ih NASA-in inženjer Dale Reed istraživao je metode za uzorkovanje atmosfere na vrlo velikim visinama, do 21 kilometara. NASA-ine studije nadzvučnih transportnih mlaznica dovele su do pitanja o njihovom mogućem utjecaju na gornju atmosferu, a Reed je dizajnirao seriju bespilotnih letjelica "Mini-Sniffer" za uzimanje uzoraka zraka na velikim visinama. NASA ih je također smatrala za planetarne atmosferske letove uzimanja uzoraka iznad Marsa. Tri Mini-Sniffer-a sagradio je NASA-in centar za istraživanje leta Dryden, a njima se letjelo od 1975. do 1982. godine.
Dizajn krilatog rovera predložen je 1970-ih, kako bi pokrivao više područja od stacionarnih pristaništa Vikinga. NASA je 1990-ih predložila da Marsov zrakoplov leti na Mars do godišnjice prvog leta braće Wright, u eru "Brže, bolje, jeftinije". Prijedlog zrakoplova ARES Mars odabran je kao kandidat za izviđački program Mars, ali nije odabran za let.
2015. godine, Marsov zrakoplov se razmatrao kao opcija u ponovnom pokretanju japanske misije MELOS. Jedan rani dizajn predložio je raspon krila od 1,2 m, masu od 2,1 kg, i sa sljedećim profilom misije.  Tijekom faze slijetanja površinskog elementa MELOS-a, zrakoplov bi se pustio na visinu od 5 km zatim letite 4 minute, prelazeći 25 vodoravnih km.
19. travnja 2021. NASA-in helikopter Ingenuity postao je prvi zrakoplov s motorom koji je kontroliran. Izvorno je sletio na planet dok je bio uskladišten pod NASA-inim Marsovim roverom Perseverance.

## Zrakoplovi
Prototipovi Marsovih zrakoplova letjeli su na visini od blizu 30 km na Zemlji (u otprilike polovici prosječnog tlaka zraka na površini Marsa) i testirali su proširiva krila koja se liječe ultraljubičastom svjetlošću. Za let u atmosferi Marsa, Reynoldsov broj bio bi vrlo nizak u usporedbi s letom u Zemljinoj atmosferi. Valles Marineris bio je na meti leta bespilotne letjelice i Marsovih jedrilica.
Jedrilice bi mogle nositi više znanstvenih instrumenata, ali pokrivati manje područja. Hidrazin je predložen kao gorivo za Marsov zrakoplov. U jednom je trenutku NASA razvijala planove za zrakoplov veličine "wok" "mikromisija", koji će se preusmjeravati na zasebni teret povezan s Marsom. Mach 1 na Marsu može biti oko 240 m / s, dok je na Zemlji oko 332 m / s.
Prijedlog Daedalusa u otkazanom programu Mars Scout dizajnirao je jedrilicu Mars koja će letjeti preko 400 km (250 milja) duž Coprates Chasme.

## Helikopteri
2002. objavljen je rad koji sugerira da bi autonomni robotski helikopteri za istraživanje Marsa bili mogući za Mars Scout Program. Zabilježene su brojne prednosti održivog dizajna rotorskih letjelica, uključujući sposobnost prelaska preko teškog Marsovog terena, a opet posjećivanje više mjesta in situ. Kratko poskakivanje koje je napravio lunarni Surveyor 6 1967. godine zabilježeno je kao primjer poskakivanja kako bi se posjetilo drugo mjesto.
Ingenuity, dio NASA-ine misije Mars 2020, robotski je helikopter koji je demonstrirao prvi let u atmosferi Marsa. Zrakoplov je raspoređen iz rovera Perseverance i letio je do pet puta tijekom svoje 30-dnevne probne kampanje. 19. travnja 2021. je postigao prvi let s motorom na drugom planetu, a NASA će moći nadograditi dizajn budućih misija na Marsu. Drugi let je trajao do 52 sekunde, a helikopter je putovao ukupno 100 m u trećem letu. Tijekom četvrtog leta koji je trajao 117 sekundi, Ingenuity je poletio 133 m od mjesta polijetanja i vratio se na isto mjesto. U petom letu je Ingenuity letio 10 metara iznad zemlje Marsa i sletio je na novo mjesto. U budućim letovima će koristiti autonomnu kontrolu i komunicirati s Perseverance-om neposredno nakon svakog slijetanja.

## Baloni
Baloni mogu pružiti alternativu padobranima, omogućujući meko slijetanje. Balon bi mogao omogućiti polijetanju sletišta i slijetanje na novo mjesto. Dvije vrste balonske tehnologije su supertlak i Montgolfiere. Super-tlačni baloni pokušavaju zadržati pritisak izazvan zagrijavanjem kako bi održali visinu.
Montgolfiere bi koristio zagrijani marsovski zrak za dizanje. Primjer koncepta za Marsov balon bio je Mars Geoscience Aerobot. Izvršen je određeni posao na razvoju izuzetno tankih, fleksibilnih solarnih ćelija koje bi balonovoj koži same mogle generirati energiju od Sunca.
Predloženi su i zračni brodovi s vakuumom koji se koriste za dizanje.